# Billy J. Boles

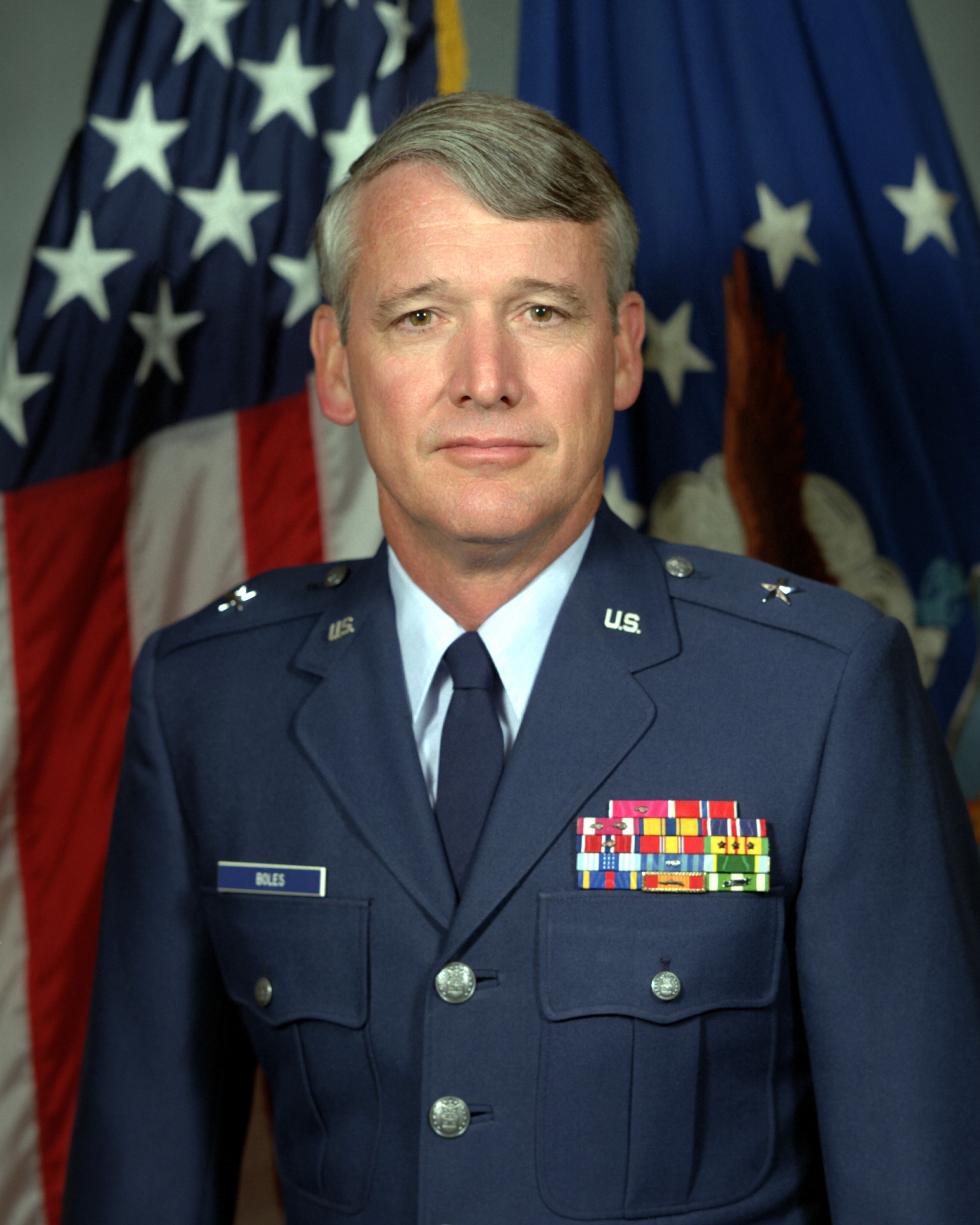
Billy J. Boles als Brigadegeneral (1987)

Billy Joe Boles (* 27. Juli 1938 in King, Stokes County, North Carolina; † 9. Dezember 2021 in Fort Sam Houston, Texas) war ein General der United States Air Force. Er war unter anderem Kommandeur des Air Education and Training Commands.

## Leben
Über das ROTC-Programm der North Carolina State University gelangte Boles im Jahr 1961 in das Offizierskorps der United States Air Force. Dort durchlief er anschließend alle Offiziersränge vom Leutnant bis zum Vier-Sterne-General.
Im Lauf seiner militärischen Karriere absolvierte er verschiedene Kurse und Schulungen. Dazu gehörten unter anderem die Squadron Officer School auf der Maxwell Air Force Base in Alabama, das Armed Forces Staff College in Norfolk in Virginia und das National War College in Fort Lesley J. McNair in Washington, D.C.
In seinen frühen Jahren als Offizier der Luftwaffe war er an verschiedenen Stützpunkten in den Vereinigten Staaten stationiert. Er war im Unterschied zu vielen Luftwaffenoffizieren kein Militärpilot. Stattdessen war er meist in Stabsabteilungen für das Personalwesen tätig. Zwischen Juli und Oktober 1965 war er während des Vietnamkriegs auf der Tan Son Nhut Air Base in Südvietnam stationiert, wo er Offizier in der Personalabteilung der 6250th Combat Support Group war.
Nach seinem Studium am National War College war Billy Boles zwischen August 1981 und April 1983 Stabsoffizier in der Abteilung für Personalbedarf (Chief, Plans Division, Directorate of Personnel Plans, Headquarters U.S. Air Force, Washington, DC.) im Hauptquartier der Luftwaffe. Es folgte eine Versetzung zur Langley Air Force Base in Virginia. Dort gehörte er von April 1983 bis Juni 1985 der Stabsabteilung für Personal des Tactical Air Commands an. In den letzten Monaten leitete er diese Abteilung. Anschließend wurde er zur Randolph Air Force Base in Texas versetzt, wo er zwischen Juni 1985 und Juni 1987 Stabsoffizier in der militärischen Personalverwaltung der Air Force war (Assistant Deputy Chief of Staff, Personnel for Military Personnel, Air Force Military Personnel Center).
Nach einer zwischenzeitlichen Rückkehr zum Hauptquartier der Air Force in Washington, D.C., wo er zwischen Juni 1987 und Juli 1988 Abteilungsleiter für Personalbedarf war (Director, Personnel Programs), kehrte er zur eigentlichen Personalverwaltung der Luftwaffe auf die Randolph AFB zurück. Dort gehörte er bis zum Oktober 1991 erneut deren Stab an. Nach einer neuerlichen Rückkehr zum Luftwaffenhauptquartier in Washington, D.C. übernahm er dort die Leitung von dessen Stabsabteilung für das Personalwesen (Deputy Chief of Staff for Personnel, Headquarters U.S. Air Force). Diese Aufgabe nahm er zwischen Oktober 1991 und April 1995 wahr.
Daran schloss sich eine Versetzung zum Air Education and Training Command an, das ebenfalls auf der Randolph AFB angesiedelt ist. Zwischen April und Juni 1995 war Billy Boles stellvertretender Kommandeur dieses Kommandos. Am 20. Juni 1995 wurde er als Nachfolger von Henry Viccellio Jr. neuer Oberbefehlshaber dieser Einrichtung. Dieses Kommando behielt er bis zum 17. März 1997, als Lloyd W. Newton seine Nachfolge antrat. Anschließend schied er aus dem aktiven Militärdienst aus.
Er starb am 9. Dezember 2021 im Brooke Army Medical Center in Fort Sam Houston.

## Daten der Beförderungen
| Abzeichen | Rang               | Jahr              |
| --------- | ------------------ | ----------------- |
|           | Second Lieutenant  | 20. Juli 1961     |
|           | First Lieutenant   | 20. Juli 1963     |
|           | Captain            | 5. September 1966 |
|           | Major              | 1. Januar 1972    |
|           | Lieutenant Colonel | 1. Dezember 1976  |
|           | Colonel            | 1. Februar 1980   |
|           | Brigadier General  | 1. Oktober 1985   |
|           | Major General      | 1. Oktober 1988   |
|           | Lieutenant General | 7. Oktober 1991   |
|           | General            | 1. Juli 1995      |

## Orden und Auszeichnungen
Billy Boles erhielt im Lauf seiner militärischen Laufbahn unter anderem folgende Auszeichnungen:
- Air Force Distinguished Service Medal
- Legion of Merit
- Bronze Star Medal
- Meritorious Service Medal
- Air Force Commendation Medal
- Air Force Outstanding Unit Award
- Air Force Organizational Excellence Award
- National Defense Service Medal
- Vietnam Service Medal
- Gallantry Cross (Südvietnam)
- Vietnam Campaign Medal (Südvietnam)